# Shi Liang
Shi Liang (chinois : 史良 ; pinyin: Shǐ Liáng) est une éminente avocate et militante de la république de Chine. Elle est la seule femme arrêtée dans ce qui fut connu sous le nom de Seven Gentlemen Incident, à la veille de la guerre avec le Japon en 1936. En 1949, elle devient la première ministre de la Justice de la république populaire de Chine.

## Biographie

### Origines et études
Shi Liang naît à Changzhou, dans le Jiangsu le 27 mars 1900 et morte 6 septembre 1985. Elle fait ses études à Shanghai et y devenue avocate. Elle et six autres intellectuels subissent une arrestation par le gouvernement de Chiang Kai-shek en 1936, dans ce qui est connu comme la Seven Gentlemen Incident,.

### Carrière politique
Shi Liang est là première personne à être ministre de la justice la république populaire de Chine de 1949 à 1959.et surtout la première femme à ce poste,,.